# درز وتدي صدفي
الدرز الوتدي الصدفي (بالإنجليزية: Sphenosquamosal suture)‏ هو درز جمجمي (قحفي) يقع بين العظم الوتدي وصدفة العظم الصدغي (صفيحة عظمية رقيقة تشكل جزءا من العظم الصدغي).

## صور إضافية
- العظم وجني الأيسر في موقعه.
- السطح العلوي لقاعدة الجمجمة.